# Thorild Wulff

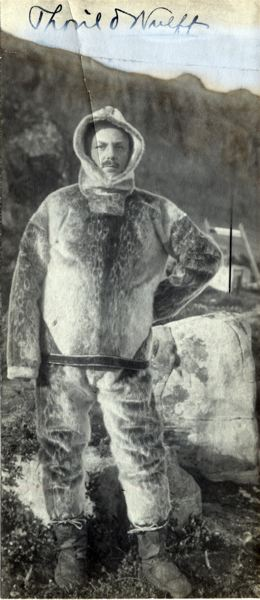
Thorild Wulff

Thorild Wulff (* 1. April 1877 in Göteborg; † Ende August oder Anfang September 1917 in Inglefield Land, Grönland) war ein schwedischer Botaniker und Polarforscher. Er studierte insbesondere die arktische Flora, reiste aber auch nach Asien, wo er Objekte für schwedische Museen sammelte.  Sein offizielles botanisches Autorenkürzel lautet „T.Wulff“.

## Leben
Thorild Wulff war der Sohn des Großhändlers Thomas Thorild Wulff und dessen Ehefrau Alfhild, geb. Hartman. Er besuchte ab 1888 das Gymnasium in Göteborg und studierte ab 1894 Botanik an der Universität Lund. 1899 nahm er an der Schwedisch-Russischen Gradmessungsexpedition nach Spitzbergen teil, dessen schwedische Abteilung vom Geodäten Edvard Jäderin (1852–1923) geleitet wurde. Nach Studienaufenthalten in Jena und Leipzig wurde er 1902 mit der Abhandlung Botanische Beobachtungen aus Spitzbergen promoviert. In den Jahren 1902 und 1903 unternahm er eine botanische Forschungsreise nach Vorderindien und publizierte anschließend über indischen Gartenbau und indische Architektur. Von 1906 bis 1909 war er Assistent an der Zentralanstalt für landwirtschaftliches Versuchswesen (Centralanstalten för försöksväsendet på jordbruksområdet) in Stockholm, wo er sich mit parasitischen Pilzen befasste. 1909 wurde er von der Universität Stockholm zum Professor berufen. Nach einigen kurzen Reisen nach Lappland besuchte Wulff mit dem Künstler Albert Engström (1869–1940) 1911 Island.
1912 erhielt Wulff einen Auftrag des Röhss’schen Kunstgewerbemuseums in Göteborg, eine Reise nach China zu unternehmen und dort Kunstgegenstände für die Museumssammlung zu erwerben. Zuvor unternahm er eine Studienreise durch Europa, um sich mit den Sammlungen chinesischer Kunst in den hauptstädtischen Museen vertraut zu machen. Er verbrachte eineinhalb Jahre in Peking und erwarb über 3000 zum Teil antike oder archäologische Objekte, nicht immer mit legalen Mitteln. 1914 reiste er nach Hokkaidō, wo er völkerkundliche Studien über die Ainu betrieb. Von dort sowie von Sumatra, Java, Bali und Lombok brachte er wertvolle ethnologische Sammlungsobjekte nach Schweden.
1916 fuhr er nach Grönland und schloss sich der von Knud Rasmussen geleiteten Zweiten Thule-Expedition als Botaniker und Fotograf an. Außerdem drehte er kurze Filmsequenzen. Zur Expeditionsmannschaft gehörten außerdem der Geologe Lauge Koch und vier Inuit als Jäger und Hundeschlittenführer. 1917 drang die Expedition über die Nordwestküste Grönlands bis zum DeLong-Fjord vor. Die unerwartete Armut der besuchten Region an jagdbarem Wild ließ den Rückweg zu einem Wettlauf mit dem Tod werden. Am 29. August konnte der von Hunger und Strapazen entkräftete Wulff, der ohnehin sowohl an Malaria als auch an Syphilis litt, den anderen nicht mehr folgen. Sein Leichnam wurde nie gefunden, Wulffs Tagebücher und botanische Sammlungen wurden aber gerettet.

## Familiäres
Thorild Wulffs 1901 geschlossene Ehe mit Ida Ottonia Ljungquist wurde 1912 geschieden. 1902 wurde die gemeinsame Tochter Gunvor geboren.

## Werke (Auswahl)
- Botanische Beobachtungen aus Spitzbergen. Dissertation, Universität Lund 1902 (Digitalisat)
- Indisk arkitektur. Stockholm 1907
- Grönländska dagböcker. Stockholm 1934
- Resa till Kina år 1912. Göteborg 1966